# Gongasso
Gongasso è un comune rurale del Mali facente parte del circondario di Sikasso, nella regione omonima.
Il comune è composto da 10 nuclei abitati:
- Deh
- Diassadian
- Gongasso
- Korvedougou
- N'Tjibougou
- Nolabougou
- Noyaradougou
- Pinkoroni
- Tabarako
- Zaradougou